# Bromiades
Bromiades is een kevergeslacht uit de familie van de boktorren (Cerambycidae). De wetenschappelijke naam van het geslacht werd voor het eerst geldig gepubliceerd in 1864 door Thomson.

## Soorten
Bromiades is monotypisch en omvat slechts de volgende soort:
- Bromiades brachyptera (Chevrolat, 1838)